# Frisco Bowl
The Frisco Bowl is an annual National Collegiate Athletic Association (NCAA) sanctioned post-season Division I Football Bowl Subdivision (FBS) college football bowl game played in Frisco, Texas, since December 2017. The bowl has a tie-in with the American Athletic Conference, and chooses another team at-large. 
DXL was the bowl's inaugural sponsor from 2017 to 2018, followed by Tropical Smoothie Cafe from 2019 to 2021, and Scooter's Coffee in 2023.

## Historia
En abril de 2017 se anunció que el Miami Beach Bowl, que era de la American Athletic Conference (The American), había sido vendido a ESPN Events y relocalizado en Frisco, Texas, teniendo como sede el Toyota Stadium desde 2017. En noviembre de 2017 se anunció que Destination XL Group, una tienda de ropa para hombre talla grande, sería el primer parocinador del bowl. En diciembre de 2017 se anunció que su edición inaugural sería entre SMU y Louisiana Tech. En 2019, Tropical Smoothie Cafe pasaría a ser el nuevo patrocinador.
La edición del 2020 Frisco Bowl iba a enfrentar originalmente a SMU de American, ante UTSA de la Conference USA. Sería el primer enfrentamiento entre ambos equipos. Dos días después del anuncio, la edición fue cancelada por la pandemia de Covid-19 que afectó a SMU.

## Resultados
| Año  | Campeón                              | Campeón                              | Finalista                            | Finalista                            | Asistencia                           |
| ---- | ------------------------------------ | ------------------------------------ | ------------------------------------ | ------------------------------------ | ------------------------------------ |
| 2017 | Louisiana Tech                       | 51                                   | SMU                                  | 10                                   | 14,419                               |
| 2018 | Ohio                                 | 27                                   | San Diego State                      | 0                                    | 11,029                               |
| 2019 | Kent State                           | 51                                   | Utah State                           | 41                                   | 12,120                               |
| 2020 | Canceado por la pandemia de Covid-19 | Canceado por la pandemia de Covid-19 | Canceado por la pandemia de Covid-19 | Canceado por la pandemia de Covid-19 | Canceado por la pandemia de Covid-19 |
| 2021 | San Diego State                      | 38                                   | N.º 24 UTSA                          | 24                                   | 15,801                               |

- Fuente:[10]

## Participaciones

### Por Equipo
| # | Equipo                    | Apariciones | Record |
| - | ------------------------- | ----------- | ------ |
| 1 | San Diego State Aztecs    | 2           | 1–1    |
| 2 | Kent State Golden Flashes | 1           | 1–0    |
| 2 | Louisiana Tech Bulldogs   | 1           | 1–0    |
| 2 | Ohio Bobcats              | 1           | 1–0    |
| 2 | SMU Mustangs              | 1           | 0–1    |
| 2 | Utah State Aggies         | 1           | 0–1    |
| 2 | UTSA Roadrunners          | 1           | 0–1    |

### Por Conferencia
| Conferencia   | Record | Record | Record | Record     | Apariciones | Apariciones |
| Conferencia   | J      | G      | P      | Ganados    | Perdidos    |             |
| ------------- | ------ | ------ | ------ | ---------- | ----------- | ----------- |
| Mountain West | 3      | 1      | 2      | 2021       | 2018, 2019  |             |
| MAC           | 2      | 2      | 0      | 2018, 2019 |             |             |
| C-USA         | 2      | 1      | 1      | 2017       | 2021        |             |
| The American  | 1      |        | 1      |            | 2017        |             |

## Jugador Más Valioso
| Año  | MVP Ofensivo    | MVP Ofensivo    | MVP Ofensivo | MVP Defensivo     | MVP Defensivo   | MVP Defensivo | Ref.   |
| Año  | Nombre          | Equipo          | Posición     | Nombre            | Equipo          | Posición      | Ref.   |
| ---- | --------------- | --------------- | ------------ | ----------------- | --------------- | ------------- | ------ |
| 2017 | J'Mar Smith     | Louisiana Tech  | QB           | Amik Robertson    | Louisiana Tech  | CB            | [ 11 ] |
| 2018 | A. J. Ouellette | Ohio            | RB           | Evan Croutch      | Ohio            | LB            | [ 12 ] |
| 2019 | Dustin Crum     | Kent State      | QB           | Qwuantrezz Knight | Kent State      | DB            | [ 13 ] |
| 2021 | Jesse Matthews  | San Diego Satte | WR           | CJ Baskerville    | San Diego State | S             | [ 14 ] |

## Récords
| Equipo                            | Récord, Equipo vs. Rival                                                                                    | Año            |
| --------------------------------- | --- | -------------- |
| Más Puntos Anotados               | 51, compartido con: Louisiana Tech vs. SMU Kent State vs. Utah State                                        | 2017 2019      |
| Más Puntos Anotados (Perdedor)    | 41, Utah State vs. Kent State                                                                               | 2019           |
| Más Puntos en Conjunto            | 92, Kent State vs. Utah State                                                                               | 2019           |
| Menos Puntos Permitidos           | 0, San Diego State vs. Ohio                                                                                 | 2018           |
| Mayor victoria                    | 41, Louisiana Tech vs. SMU                                                                                  | 2017           |
| Yardas Totales                    | 550, Kent State vs. Utah State                                                                              | 2019           |
| Yardas Terrestres                 | 252, Kent State vs. Utah State                                                                              | 2019           |
| Yardas Aéreas                     | 333, San Diego State vs. UTSA                                                                               | 2021           |
| First downs                       | 31, San Diego State vs. UTSA                                                                                | 2021           |
| Menos Yardas Permitidas           | 287, Ohio vs. San Diego State                                                                               | 2018           |
| Menos Yardas Terrestres Pemitidas | 117, San Diego State vs. UTSA                                                                               | 2021           |
| Menos Yardas Aéreas Permitidas    | 127, Louisiana Tech vs. SMU                                                                                 | 2017           |
| Individual                        | Récord, Nombre, Equipo vs. Rival                                                                            | Año            |
| Yardas Totales                    | 197, A. J. Ouellette (Ohio)                                                                                 | 2018           |
| Touchdowns Totales                | 2, compartido por Rourke, Veal, Mariner, y Matthews (see below)                                             |                |
| Yardas Terrestres                 | 164, A. J. Ouellette (Ohio)                                                                                 | 2018           |
| Touchdowns Terrestres             | 2, Nathan Rourke (Ohio)                                                                                     | 2018           |
| Yardas Aéreas                     | 333, Lucas Johnson (San Diego State)                                                                        | 2021           |
| Touchdowns Aéreos                 | 3, compartido con: J'Mar Smith (Louisiana Tech) Jordan Love (Utah State) Lucas Johnson (San Diego State)    | 2017 2019 2021 |
| Recepciones                       | 11, Jesse Matthews (San Diego State)                                                                        | 2021           |
| Yardas por Recepción              | 175, Jesse Matthews (San Diego State)                                                                       | 2021           |
| Recepciones de Touchdown          | 2, compartido con: Teddy Veal (Louisiana Tech) Siaosi Mariner (Utah State) Jesse Matthews (San Diego State) | 2017 2019 2021 |
| Tackleadas                        | 14, Troy Lefeged Jr. (Utah State)                                                                           | 2019           |
| Capturas                          | 2, Nick Heninger (Utah State)                                                                               | 2019           |
| Intercepciones                    | 1, varios                                                                                                   |                |
| Jugadas Largas                    | Récord, Nombre, Equipo vs. Rival                                                                            | Año            |
| Touchdown Terrestre               | 57 yds., Deven Thompkins (Utah State)                                                                       | 2019           |
| Pase de touchdown                 | 78 yds., Dustin Crum a Isaiah McKoy (Kent State)                                                            | 2019           |
| Regreso de Kickoff                | 65 yds,, Jaqwis Dancy (Louisiana Tech)                                                                      | 2017           |
| Regreso de Despeje                | 30 yds., Kylan Nelson (Ohio)                                                                                | 2018           |
| Regreso de Intercepción           | 45 yds., Amik Robertson (Louisiana Tech)                                                                    | 2017           |
| Regreso de Fumble                 | 8 yds., Eric Kendzior (Louisiana Tech)                                                                      | 2017           |
| Despeje                           | 51 yds., Davan Dyer (Louisiana Tech)                                                                        | 2017           |
| Gol de Campo                      | 45 yds., Dominik Eberle (Utah State)                                                                        | 2019           |